# Martinushofje
Het Martinushofje is een hofje in de Nederlandse stad Utrecht.
Het hofje aan de Gansstraat is in 1884 in opdracht van het Rooms-katholieke Armbestuur gebouwd. A.G. Tollenaar verzorgde het ontwerp in een stijl die wordt gekarakteriseerd als overgangsarchitectuur met toepassing van een beperkt aantal neogotische elementen.
De in totaal 24 woningen zijn verdeeld in twee tegenover elkaar gelegen bouwblokken die gescheiden worden door een doodlopend straatje. De woningen bevatten twee bouwlagen met daarboven nog een zolder. Ze zijn merendeels voorzien van onder andere gedeelde dakkapellen in een zadeldak. De twee woningen in het midden van ieder bouwblok vormen daarop een uitzondering vanwege de hogere doorzetting van de voorgevel in de vorm van een tuitgevel.